# Darwinismo quântico
O darwinismo quântico é uma teoria destinada a explicar o surgimento das descrições clássicas devido a um processo de "seleção" análogo à teoria da evolução de Charles Darwin, induzido pela interação do ambiente com o sistema quântico, onde os vários estados quânticos possíveis são selecionados em favor de um estado de ponteiro estável. Esse mecanismo foi proposto em 2003, por Wojciech Zurek e um grupo de colaboradores, incluindo Ollivier, Poulin, Paz e Blume-Kohout. O desenvolvimento da teoria se deve à integração de uma série de tópicos de pesquisa de Zurek, realizados ao longo de 25 anos, incluindo: estados de ponteiro, einseleção e decoerência.
Um estudo de 2010 afirma fornecer evidências preliminares de apoio ao darwinismo quântico, com cicatrizes de um ponto quântico "tornando-se uma família de estados mãe-filha", indicando que eles poderiam "estabilizar em múltiplos estados indicadores"; adicionalmente, um tipo semelhante de cena foi sugerido com cicatrizes induzidas por perturbação em pontos quânticos desordeados. No entanto, a evidência reivindicada também está sujeita à crítica de circularidade de Ruth Kastner (veja Implicações abaixo). Basicamente, o fenômeno de fato da decoerência que subjaz às afirmações do Darwinismo Quântico pode não surgir realmente em uma dinâmica apenas unitária. Portanto, mesmo que haja decoerência, isso não mostra que estados indicadores macroscópicos surgem naturalmente sem alguma forma de colapso.

## Implicações
Juntamente com a teoria relacionada de invariância de Zurek (invariância devido ao emaranhamento quântico), o darwinismo quântico busca explicar como o mundo clássico emerge do mundo quântico e propõe responder ao problema da medição quântica, o principal desafio interpretativo para a teoria quântica. O problema da medição surge porque o vetor de estado quântico, a fonte de todo conhecimento sobre sistemas quânticos, evolui de acordo com a equação de Schrödinger em uma superposição linear de diferentes estados, prevendo situações paradoxais como o "gato de Schrödinger"; situações nunca experimentadas em nosso mundo clássico. A teoria quântica tradicionalmente tratou esse problema como sendo resolvido por uma transformação não unitária do vetor de estado no momento da medição em um estado definido. Ela fornece um meio extremamente preciso de prever o valor do estado definido que será medido na forma de uma probabilidade para cada valor de medição possível. A natureza física da transição da superposição quântica de estados para o estado clássico definido medido não é explicada pela teoria tradicional, mas geralmente é assumida como um axioma e esteve na base do debate entre Niels Bohr e Albert Einstein quanto à completude da teoria quântica.
O darwinismo quântico busca explicar a transição de sistemas quânticos da vasta potencialidade de estados sobrepostos para o conjunto altamente reduzido de estados indicadores como um processo de seleção, einseleção, imposto sobre o sistema quântico através de suas interações contínuas com o ambiente. Todas as interações quânticas, incluindo medições, mas muito mais tipicamente interações com o ambiente, como com o mar de fótons no qual todos os sistemas quânticos estão imersos, levam à decoerência ou à manifestação do sistema quântico em uma base particular ditada pela natureza da interação na qual o sistema quântico está envolvido. No caso de interações com seu ambiente, Zurek e seus colaboradores demonstraram que uma base preferencial na qual um sistema quântico decoerirá é a base de ponteiro subjacente a estados clássicos previsíveis. É nesse sentido que os estados indicadores da realidade clássica são selecionados da realidade quântica e existem no reino macroscópico em um estado capaz de sofrer evolução adicional. No entanto, o programa de 'einseleção' depende da suposição de uma divisão particular do estado quântico universal em 'sistema' + 'ambiente', com os diferentes graus de liberdade do ambiente postulados como tendo fases mutuamente aleatórias. Essa aleatoriedade de fase não surge de dentro do estado quântico do universo por si só, e Ruth Kastner apontou que isso limita o poder explicativo do programa do Darwinismo Quântico. Zurek responde à crítica de Kastner em Classical selection and quantum Darwinism.
Como as interações de um sistema quântico com seu ambiente resultam no registro de muitas cópias redundantes de informações sobre seus estados indicadores, essa informação está disponível para numerosos observadores capazes de alcançar um acordo consensual sobre sua informação do estado quântico. Esse aspecto da einseleção, chamado por Zurek de 'Ambiente como Testemunha', resulta no potencial para conhecimento objetivo.

## Significância Darwiniana
Talvez de igual importância à luz que essa teoria lança sobre explicações quânticas seja sua identificação de um processo darwiniano operando como o mecanismo seletivo que estabelece nossa realidade clássica. Como numerosos pesquisadores deixaram claro, qualquer sistema empregando um processo darwiniano evoluirá. Como argumentado pela tese do Darwinismo Universal, os processos darwinianos não se limitam à biologia, mas seguem todos o simples algoritmo darwiniano:
1. Reprodução/Hereditariedade; A habilidade de fazer cópias e, como consequência, produzir descendentes.
2. Seleção; Um processo que seleciona preferencialmente uma característica sobre a outra, deixando uma característica ser mais numerosa depois de gerações suficientes.
3. Variação; Diferenças em traços hereditários que afetam a "aptidão" ou a capacidade de sobreviver e reproduzir, levando à sobrevivência diferencial.

O darwinismo quântico parece se conformar a esse algoritmo e, portanto, é apropriadamente nomeado:
1. São feitas numerosas cópias de estados indicadores.
2. Interações sucessivas entre estados indicadores e seu ambiente os revelam para evoluir e aqueles estados sobrevivem que se conformam às previsões da física clássica dentro do mundo macroscópico. Isso acontece de maneira contínua e previsível; ou seja, descendentes herdam muitos de seus traços de estados ancestrais.
3. A analogia ao princípio de Variação do "darwinismo simples" não existe, pois os estados indicadores não mutam e a seleção pelo ambiente é entre os estados indicadores preferidos pelo ambiente (por exemplo, estados de localização).

A partir dessa perspectiva, o darwinismo quântico fornece uma explicação darwiniana na base de nossa realidade, explicando o desdobramento ou evolução de nosso mundo clássico macroscópico.